# 民主资本主义
民主資本主義（Democratic capitalism），也稱為市場民主（market democracy），是一種政治經濟體制，將邊際生產力（即自由市場資本主義）的資源配置與社會權利的資源配置政策相結合。以該体制為特徵的政策由民主政府制定。
民主資本主義在20世紀得到廣泛實施，特別是在二戰後的歐洲和西方世界。資本主義和民主的共存，特別是在歐洲，得到了戰後現代福利國家的支持。民主資本主義的實施通常涉及制定擴大福利國家的政策、加強僱員的集體談判權或加強競爭法。這些政策是在以私有財產權為特徵的資本主義經濟中制定的。